# Beitun
Beitun (en chino, 北屯市; pinyin, Běitún shì; literalmente, ‘campamento del norte’; en uigur: بەيتۈن, romanizado: Beatün) es un municipio bajo la administración directa de la Región autónoma de Sinkiang, República Popular China. Su área es de 911 km² y su población total para 2021 superó los 100 mil habitantes.

## Administración
La situación administrativa de Beitun es especial, ya que es una entre las pocas ciudades de tipo condado que está directamente administrada bajo el gobierno provincial [Sinkiang], esto la hace un municipio de segundo nivel y no de tercer como es habitual. Anteriormente era parte de la Prefectura Altái, hasta que el 20 de diciembre de 2011 el Consejo de Estado cambió su condición.
Desde octubre de 2022, el municipio Beitun se divide en 15 pueblos que se administran en 3 subdistritos y 3 poblados.